# Saint-Arnoult-en-Yvelines
Saint-Arnoult-en-Yvelines és un municipi francès, situat al departament d'Yvelines i a la regió de Illa de França. L'any 2007 tenia 5.842 habitants.
Forma part del cantó de Rambouillet, del districte de Rambouillet i de la Comunitat d'aglomeració Rambouillet Territoires.

## Demografia

### Població
El 2007 la població de fet de Saint-Arnoult-en-Yvelines era de 5.842 persones. Hi havia 2.232 famílies, de les quals 508 eren unipersonals (256 homes vivint sols i 252 dones vivint soles), 740 parelles sense fills, 847 parelles amb fills i 137 famílies monoparentals amb fills.
La població ha evolucionat segons el següent gràfic:
Habitants censats

### Habitatges
El 2007 hi havia 2.429 habitatges, 2.256 eren l'habitatge principal de la família, 63 eren segones residències i 109 estaven desocupats. 1.880 eren cases i 525 eren apartaments. Dels 2.256 habitatges principals, 1.699 estaven ocupats pels seus propietaris, 485 estaven llogats i ocupats pels llogaters i 73 estaven cedits a títol gratuït; 72 tenien una cambra, 181 en tenien dues, 258 en tenien tres, 468 en tenien quatre i 1.277 en tenien cinc o més. 1.775 habitatges disposaven pel capbaix d'una plaça de pàrquing. A 946 habitatges hi havia un automòbil i a 1.160 n'hi havia dos o més.

### Piràmide de població
La piràmide de població per edats i sexe el 2009 era:
| Homes | Edats   | Dones |
| ----- | ------- | ----- |
| 0     | 95 o +  | 12    |
| 20    | 90 a 94 | 8     |
| 28    | 85 a 89 | 20    |
| 8     | 80 a 84 | 24    |
| 60    | 75 a 79 | 68    |
| 84    | 70 a 74 | 104   |
| 108   | 65 a 69 | 104   |
| 140   | 60 a 64 | 136   |
| 156   | 55 a 59 | 152   |
| 260   | 50 a 54 | 264   |
| 292   | 45 a 49 | 280   |
| 220   | 40 a 44 | 244   |
| 128   | 35 a 39 | 192   |
| 180   | 30 a 34 | 152   |
| 188   | 25 a 29 | 152   |
| 228   | 20 a 24 | 180   |
| 221   | 15 a 19 | 272   |
| 208   | 10 a 14 | 184   |
| 176   | 5 a 9   | 148   |
| 164   | 0 a 4   | 124   |

## Economia
El 2007 la població en edat de treballar era de 3.826 persones, 2.833 eren actives i 993 eren inactives. De les 2.833 persones actives 2.675 estaven ocupades (1.446 homes i 1.229 dones) i 157 estaven aturades (77 homes i 80 dones). De les 993 persones inactives 421 estaven jubilades, 347 estaven estudiant i 225 estaven classificades com a «altres inactius».

### Ingressos
El 2009 a Saint-Arnoult-en-Yvelines hi havia 2.315 unitats fiscals que integraven 6.224,5 persones, la mediana anual d'ingressos fiscals per persona era de 25.683 €.

### Activitats econòmiques
Dels 341 establiments que hi havia el 2007, 2 eren d'empreses extractives, 6 d'empreses alimentàries, 3 d'empreses de fabricació de material elèctric, 17 d'empreses de fabricació d'altres productes industrials, 58 d'empreses de construcció, 62 d'empreses de comerç i reparació d'automòbils, 16 d'empreses de transport, 13 d'empreses d'hostatgeria i restauració, 13 d'empreses d'informació i comunicació, 14 d'empreses financeres, 13 d'empreses immobiliàries, 66 d'empreses de serveis, 37 d'entitats de l'administració pública i 21 d'empreses classificades com a «altres activitats de serveis».
Dels 93 establiments de servei als particulars que hi havia el 2009, 1 era una oficina d'administració d'Hisenda pública, 1 gendarmeria, 1 oficina de correu, 4 oficines bancàries, 1 funerària, 11 tallers de reparació d'automòbils i de material agrícola, 1 taller d'inspecció tècnica de vehicles, 2 autoescoles, 11 paletes, 6 guixaires pintors, 7 fusteries, 10 lampisteries, 7 electricistes, 4 empreses de construcció, 6 perruqueries, 1 veterinari, 11 restaurants, 4 agències immobiliàries, 1 tintoreria i 3 salons de bellesa.
Dels 18 establiments comercials que hi havia el 2009, 2 eren supermercats, 1 una botiga de més de 120 m², 3 fleques, 3 carnisseries, 2 llibreries, 2 botigues de roba, 1 una botiga de roba, 1 una sabateria, 1 una botiga d'electrodomèstics i 2 floristeries.
L'any 2000 a Saint-Arnoult-en-Yvelines hi havia 4 explotacions agrícoles.

## Equipaments sanitaris i escolars
El 2009 hi havia 2 farmàcies i 1 ambulància.
El 2009 hi havia 2 escoles maternals i 2 escoles elementals. Saint-Arnoult-en-Yvelines disposava d'un col·legi d'educació secundària amb 630 alumnes.

## Poblacions més properes
El següent diagrama mostra les poblacions més properes.